# Oldsmobile F-Serie
La F-Serie è un'autovettura mid-size prodotta dall'Oldsmobile dal 1928 al 1938. Fino al 1931 il modello cambiò nome in funzione dell'anno di produzione (F-28, F-29, ecc..). Dopo tale anno, fu invece utilizzato il nome F-Serie. In 11 anni, vennero prodotti 837.872 esemplari.

## Storia

### F-28, F-29, F-30 e F-31 (1928-1931)
La vettura era disponibile con sei tipi di carrozzeria, torpedo quattro porte, roadster due porte, berlina due e quattro porte, landaulet  quattro porte e cabriolet due porte. I modelli erano disponibili in due allestimenti, standard e DeLuxe. Quest'ultimo, ad esempio, comprendeva le cromature sugli alloggiamenti dei fanali.
La vettura era equipaggiata da un motore a sei cilindri in linea da 3.228 cm³ di cilindrata che erogava 55 CV di potenza. Il propulsore era anteriore, mentre la trazione era posteriore. Il moto alle ruote posteriori era trasmesso tramite un albero di trasmissione. Il cambio era a tre rapporti. I freni erano meccanici sulle quattro ruote. La frizione era monodisco. Le ruote potevano essere a raggi in acciaio o in legno, oppure a disco in acciaio.
Nel 1929 i cambiamenti furono minimi. Nell'occasione la potenza del motore crebbe a 61 CV. Nel 1930 fu operata una modifica analoga ed ora il propulsore sviluppava 62 CV. Nel 1931 non ci furono cambiamenti alla linea ma ci fu un nuovo aggiornamento al motore, che ora sviluppava 65 CV. Il cambio diventò sincronizzato.

### F-Serie (1932-1938)
Nel 1932 la vettura fu aggiornata. Ora il nome non era più in funzione dell'anno di produzione, ma era semplicemente F-Serie. Il modello era sempre dotato di un motore a sei cilindri in linea, ma questa volta da 3.490 cm³ e 74 CV. Il telaio venne allungato a 2.960 mm. Nonostante questi aggiornamenti, i volumi di vendita diminuirono sensibilmente.
Per tale motivo, la vettura nel 1933 fu aggiornata. Venne modificata la linea e fu ingrandito il motore, che ora toccava i 3.622 cm³ e sviluppava 80 CV. La versione roadster fu sostituita da una versione cabriolet. Furono tolte dall'offerta le ruote a raggi. Le vendite, con queste modifiche, raddoppiarono. Nel 1934 la cilindrata del motore tornò quella del 1932 a fronte di un aumento della potenza a 84 CV. Nell'occasione, fu tolta dall'offerta la versione cabriolet e la linea venne aggiornata. Inoltre, i freni meccanici furono sostituiti da freni idraulici. Con queste modifiche le vendite aumentarono nuovamente.
Nel 1935 la linea fu aggiornata ancora ed al motore venne aumentata la potenza a 90 CV mantenendo la cilindrata inalterata. Nel 1936 la F-Serie fu oggetto di un lieve aggiornamento. Modifiche maggiori furono invece eseguite nel 1937. Il motore fu ingrandito a 3.769 cm³ e la sua potenza crebbe a 95 CV. Nel 1938 il modello fu oggetto di un lieve aggiornamento.